# Municipio de Dallas (condado de Webster)
El municipio de Dallas (en inglés: Dallas Township) es un municipio ubicado en el condado de Webster en el estado estadounidense de Misuri. En el año 2010 tenía una población de 1653 habitantes y una densidad poblacional de 20,09 personas por km².

## Geografía
El municipio de Dallas se encuentra ubicado en las coordenadas 37°11′35″N 92°56′50″O / 37.19306, -92.94722. Según la Oficina del Censo de los Estados Unidos, el municipio tiene una superficie total de 82.26 km², de la cual 82.18 km² corresponden a tierra firme y (0.1%) 0.08 km² es agua.

## Demografía
Según el censo de 2010, había 1653 personas residiendo en el municipio de Dallas. La densidad de población era de 20,09 hab./km². De los 1653 habitantes, el municipio de Dallas estaba compuesto por el 96.31% blancos, el 0.36% eran afroamericanos, el 0.91% eran amerindios, el 0.3% eran asiáticos, el 0.12% eran isleños del Pacífico, el 0.12% eran de otras razas y el 1.88% pertenecían a dos o más razas. Del total de la población el 0.73% eran hispanos o latinos de cualquier raza.